# Каштел Лукшић
Каштел Лукшић је насељено место у саставу града Каштела, Сплитско-далматинска жупанија, Република Хрватска.

## Историја
До територијалне реорганизације у Хрватској налазио се у саставу старе општине Каштела.

## Становништво
На попису становништва 2011. године, Каштел Лукшић је имао 5.425 становника.
| Број становника по пописима | Број становника по пописима | Број становника по пописима | Број становника по пописима | Број становника по пописима | Број становника по пописима | Број становника по пописима | Број становника по пописима | Број становника по пописима | Број становника по пописима | Број становника по пописима | Број становника по пописима | Број становника по пописима | Број становника по пописима | Број становника по пописима | Број становника по пописима |
| --------------------------- | --------------------------- | --------------------------- | --------------------------- | --------------------------- | --------------------------- | --------------------------- | --------------------------- | --------------------------- | --------------------------- | --------------------------- | --------------------------- | --------------------------- | --------------------------- | --------------------------- | --------------------------- |
| 1857                        | 1869                        | 1880                        | 1890                        | 1900                        | 1910                        | 1921                        | 1931                        | 1948                        | 1953                        | 1961                        | 1971                        | 1981                        | 1991                        | 2001                        | 2011                        |
| 867                         | 1.000                       | 962                         | 1.074                       | 1.169                       | 1.164                       | 1.236                       | 1.218                       | 1.213                       | 1.331                       | 1.467                       | 2.242                       | 3.578                       | 4.193                       | 4.880                       | 5.425                       |

Напомена: У 1869. и 1880. исказивано под именом Лукшић.

### Попис1991.
На попису становништва 1991. године, насељено место Каштел Лукшић је имало 4.193 становника, следећег националног састава:
| Попис 1991.‍   | Попис 1991.‍  | Попис 1991.‍ | Попис 1991.‍ | Попис 1991.‍ |
| ------------- | ------------ | ----------- | ----------- | ----------- |
|               |              |             |             |             |
| Хрвати        | Хрвати       |             | 3.803       | 90,69%      |
| Срби          | Срби         |             | 106         | 2,52%       |
| Југословени   | Југословени  |             | 55          | 1,31%       |
| Муслимани     | Муслимани    |             | 28          | 0,66%       |
| Словенци      | Словенци     |             | 9           | 0,21%       |
| Македонци     | Македонци    |             | 7           | 0,16%       |
| Мађари        | Мађари       |             | 4           | 0,09%       |
| Албанци       | Албанци      |             | 3           | 0,07%       |
| Пољаци        | Пољаци       |             | 3           | 0,07%       |
| Црногорци     | Црногорци    |             | 2           | 0,04%       |
| Чеси          | Чеси         |             | 2           | 0,04%       |
| Немци         | Немци        |             | 1           | 0,02%       |
| Руси          | Руси         |             | 1           | 0,02%       |
| остали        | остали       |             | 2           | 0,04%       |
| неопредељени  | неопредељени |             | 19          | 0,45%       |
| регион. опр.  | регион. опр. |             | 15          | 0,35%       |
| непознато     | непознато    |             | 133         | 3,17%       |
| укупно: 4.193 |              |             |             |             |